# Atenska šola
Atenska šola (italijansko: Scuola di Atene) je freska italijanskega renesančnega umetnika Rafaela. Naslikana je bila med letoma 1509 in 1511 kot del naročila za okrasitev prostorov, znanih kot Rafaelove stance, v Apostolski palači v Vatikanu. Stanza della Segnatura je bila prva od okrašenih sob, Atenska šola, ki predstavlja filozofijo, je bila verjetno tretja slika, ki je bila tam končana, po slikah La Disputa (Teologija) na nasprotni steni in Parnassus (Literatura). Slika je značilna po natančni perspektivni projekciji, kar se je Rafael naučil od Leonarda da Vincija (ki je osrednja osebnost te slike in predstavlja Platona). Ponovno rojstvo starogrške filozofije in kulture v Evropi (skupaj z Rafaelovim delom) je bilo navdihnjeno z Leonardovim prizadevanjem za gledališče, inženirstvo, optiko, geometrijo, fiziologijo, anatomijo, zgodovino, arhitekturo in umetnost. To delo že dolgo velja za »Rafaelovo mojstrovino in popolno utelešenje klasičnega duha renesanse«.

## Program, predmet, identifikacija slik in interpretacije
Atenska šola je ena izmed štirih glavnih fresk na stenah Stanz (tiste na obeh straneh, ki jih centralno prekinjajo okna), ki prikazujejo različne veje znanja. Vsaka tema je zgoraj opredeljena z ločenim tondom, ki vsebuje veličastno žensko figuro, sedečo v oblakih, s puti, ki držijo fraze: »Iščite znanje o vzrokih«, »Božanski navdih«, »Poznavanje božanskih stvari« (Disputa), »Vsakemu svoje«. Skladno s tem figure na stenah prikazujejo filozofijo, poezijo (vključno z glasbo), teologijo in pravo. Tradicionalni naslov ni Rafaelov. Predmet Šole je pravzaprav 'Filozofija' ali vsaj starogrška filozofija, njen tondo Causarum Cognitio pa nam pove, katera, saj se zdi, da odraža Aristotelov poudarek na modrosti kot odgovoru na vprašanje »zakaj?«, torej poznavanju vzrokov iz knjig Metafizika - knjiga I' in Fizika - knjiga II. Dejansko je videti, da sta Platon in Aristotel osrednji osebi na sceni. Vendar so vsi upodobljeni filozofi iskali znanje prvobitnih vzrokov. Mnogi so živeli pred Platonom in Aristotelom, komaj tretjina pa je bila Atencev. Arhitektura vsebuje rimske elemente, toda splošna polkrožna postavitev, ki ima v središču Platona in Aristotela, morda namiguje na Pitagorov circumpunct.
Komentatorji so namigovali, da je na sliki mogoče najti skoraj vsakega velikega grškega filozofa, vendar je določanje upodobljenih težko, saj jih Rafael razen bežne podobnosti ni označil, o nastanku freske pa ne obstaja tudi noben dokument. Težavo povečuje dejstvo, da je Rafael uvedel sistem ikonografije, da bi aludiral na različne osebnosti, za katere ni bilo prepoznavne podobe. Na primer, medtem ko je lik Sokrata takoj prepoznaven s klasičnih doprsnih kipov, je domnevni Epikur zelo oddaljen od svoje standardne podobe. Poleg identitet upodobljenih osebnosti so bili številni vidiki freske različno interpretirani, vendar je le malo takšnih interpretacij soglasno sprejetih med raziskovalci.
Zelo verjetna je priljubljena ideja, da sta retorični potezi Platona in Aristotela nekakšno usmerjanje (navzgor v nebesa in navzdol na zemljo). Vendar je bil Platonov kozmološki dialog  Timaj - kar je knjiga, ki mu jo Rafael daje v roko - prefinjena obravnava vesolja, časa in sprememb, vključno z Zemljo, ki je več tisočletij vodila matematične vede. Aristotel je s svojo teorijo o štirih elementih menil, da so vse spremembe na Zemlji posledica nebesnega gibanja. Na sliki Aristotel nosi svojo Nikomahovo etiko, za katero je zanikal, da bi jo lahko zreducirali na matematično znanost. Ni gotovo, koliko je mladi Rafael vedel za starodavno filozofijo, kakšne napotke bi lahko imel od ljudi, kot je Bramante in ali je podroben program narekoval njegov sponzor, papež Julij II..
Kljub temu so fresko v zadnjem času celo interpretirali kot odobravanje filozofije in globlje kot vizualni prikaz vloge Ljubezni pri dvigovanju ljudi do višjega znanja, večinoma v skladu s sodobnimi teorijami Marsilija Ficina in drugih neo-platonskih mislecev, povezanih z Rafaelom.
Nazadnje, po Giorgiu Vasariju, v prizorišču sodelujejo sam Rafael, vojvoda Mantove, Zaratustra in nekateri evangelisti.
Vendar pa je Heinrich Wölfflin »zelo narobe poskušal interpretirati Atensko šolo kot ezoterični traktat ... Najpomembnejša stvar je bil umetniški motiv, ki je izrazil fizično ali duhovno stanje in ime osebe je bilo stvar brezbrižnosti« v času Rafaela. Rafaelova umetnost nato orkestrira čudovit prostor, neprekinjen s tistim gledalcev v Stanzi, v katerem se med seboj prepletajo različne človeške figure, ki med seboj izražajo »duševna stanja s fizičnimi dejanji« v »večglasju«, za razliko od česar koli v prejšnji umetnosti, v teku dialoga filozofije.
Razlago freske o skritih simetrijah figur in zvezde, ki jo je zgradil Bramante, je dal Guerino Mazzola in sodelavci. Glavna osnova sta dva zrcalna trikotnika na risbi iz Bramanteja (Evklid), ki ustrezata stopalom določenih figur.

### Figure
Identitete nekaterih filozofov na sliki, kot sta Platon in Aristotel, so zanesljive. Razen njih so bile identifikacije Rafaelovih figur vedno hipotetične. Situacijo zapletajo konfliktne identifikacije, začenši z Vasarijem. Nekatere figure so interpretirali tudi kot Rafaelove sodobnike, ne le kot antične osebnosti. Vasari omenja portrete mladega Federica II. Gonzage, vojvode Mantove, ki naj bi bil nagnjen nad Bramanteja z dvignjenimi rokama blizu spodnje desne strani, in samega Rafaela.
Najpogostejše dodelitve likov zgodovinskim osebnostim, od katerih so nekatere sporne:
1. Zenon iz Kitija (začetnik stoicizma)
2. Epikur (začetnik epikurejstva)
3. Federico II. Gonzaga (vojvoda Mantove)
4. Identiteta ni jasna: Boetij, Anaksimander ali Empedoklej
5. Averroes (arabski filozof in teolog)
6. Pitagora (matematik), mladina poleg Parmenida (dodelitev ni potrjena)
7. Alkibiad (politik in general iz Aten)
8. Identiteta ni jasna: Ksenofont (zgodovinar in biograf Sokrata) ali Antisten
9. Identiteta ni jasna: Hipatija ali Francesco Maria I. della Rovere
10. Identiteta ni jasna: Eshin ali Ksenofont
11. Identiteta ni jasna: Parmenid (filozof, ustanovitelj eleatske šole) ali Evklid (matematik)
12. Sokrat (filozof in Platonov učitelj)
13. Heraklit (filozof, pooseblja Michelangela)
14. Platon s tekstom Timaj (filozof, pooseblja Leonarda da Vincija)
15. Aristotel s tekstom Nikomahove etike (filozof in Platonov študent)
16. Diogen iz Sinope (filozof in cinik)
17. Identiteta ni jasna: Plotin (filozof) ali Aristarh (astronom in matematik)
18. Identiteta ni jasna: Evklid ali Arhimed (matematik, pooseblja Bramanteja)
19. Identiteta ni jasna: Zaratustra (perzijski verski voditelj) ali Selevk (astronom)
20. Ptolemaj (astronom in geograf)
21. Identiteta ni jasna: Protogen ali Kopernik

### Osrednji figuri (14 in 15)
V središču freske, na njenem bežišču, sta nesporno glavni figuri: Platon na levi in Aristotel, njegov učenec, na desni. Obe figuri imata v levi roki sodobna (za tisti čas), vezana izvoda svojih knjig, medtem ko gestikulirata z desnico. Platon drži Timaj, Aristotel pa svojo Nikomahovo etiko. Platon je upodobljen kot star, siv in bos. V nasprotju s tem je Aristotel, nekoliko pred njim, v zreli moški dobi, nosi sandale in zlato okrašeno haljo. Poleg tega ti dve osrednji figuri kažeta v različnih dimenzijah: Platon navpično, navzgor po slikovni ravnini, v obok zgoraj; Aristotel na vodoravni ravnini pod pravim kotom na ravnino slike (od tod močna napoved) in sproži tok prostora proti gledalcem.
Priljubljeno je mnenje, da njune geste kažejo na osrednje vidike njihovih filozofij, za Platona, njegovo Teorijo oblik in za Aristotela, poudarek na konkretnih podatkih. Številni sliko razlagajo tako, da kažejo razhajanje obeh filozofskih šol. Platon zagovarja občutek brezčasnosti, medtem ko Aristotel gleda v fizičnost življenja in sedanjo kraljestvo.

### Prizorišče
Stavba je v obliki grškega križa, za katerega nekateri trdijo, da naj bi prikazal harmonijo med pogansko filozofijo in krščansko teologijo. Arhitektura stavbe je bila navdihnjena z delom Bramanteja, ki je po besedah Vasarija Rafaelu pomagal pri arhitekturi na sliki. Nastala arhitektura je bila podobna takratni novi baziliki svetega Petra.
V ozadju sta dve skulpturi. Na levi strani je bog Apolon, bog svetlobe, lokostrelstva in glasbe, ki ima liro. Skulptura na desni je Atena, boginja modrosti, v njeni rimski podobi kot Minerva.
Glavni lok nad liki prikazuje meander (ključno grško oblikovanje), zasnovo z neprekinjenimi črtami, ki se ponavljajo v »nizu pravokotnih ovinkov«, ki izvirajo iz lončarstva grškega geometričnega obdobja in nato se pogosto uporabljajo v starogrških arhitekturnih frizih.

## Risbe in karikature
Obstajajo številne risbe, ki jih je Rafael pripravil kot študije za Atensko šolo. Študija za Diogena je v Städlu v Frankfurtu, medtem ko je študija za skupino okoli Pitagore v spodnjem levem kotu slike ohranjena v muzeju Albertina na Dunaju.   Več je risb, na katerih sta prikazana dva moška, ki se sprehajata po stopnicah na desni in Meduza na Ateninem ščitu , kip Atene (Minerva) in trije drugi kipi, študija za prizorišče boja v reliefu pod Apolonom in Evklid, ki uči svoje učence [20], so v Ašmolovem muzeju umetnosti in arheologije na Univerzi v Oxfordu.
Karikatura za sliko je v Pinacoteci Ambrosiana v Milanu. Manjkajo ji arhitekturno ozadje, figure Heraklita, Rafaela in Protogena. Skupina filozofov v levem ospredju močno spominja na figure iz Leonardovega Poklon Treh kraljev. Poleg tega je nekaj graviranj prizorov, delo  Marcantonia Raimondija; morda so temeljili na izgubljenih Rafaelovih risbah, saj se natančno ne ujemajo s fresko.

## Kopije
Victoria and Albert Museum v Londonu ima pravokotno različico velikosti 4 metre do 8 metrov, naslikano na platnu, ki jo je leta 1755 prikazal Anton Raphael Mengs, in je na ogled na vzhodnem Cast Court.
Sodobnih reprodukcij freske je veliko. Na primer, v polni velikosti si jo lahko ogleda v avditoriju Old Cabell Hall na Univerzi v Virginiji. Leta 1902 jo je izdelal George W. Breck, da bi nadomestil starejšo reprodukcijo, ki je bila uničena v požaru leta 1895, in je štiri centimetre manjša od originala, ker Vatikan ne bi omogočil enakih reprodukcij svojih umetniških del.
Druge reprodukcije so: v stolnici v Königsbergu, sodobni Kaliningrad by Neide, [26] na univerzi v Severni Karolini pri Ashevilski Highsmith University Student Union in nedavno v seminarski sobi na Baylor univerzi - Brooks College. Kopija Rafaelove Atenske šole je bila naslikana na steni slovesnega stopnišča, ki vodi do znamenite čitalnice Bibliothèque Sainte-Geneviève v Parizu.
Dve figuri na levi strani Platona sta bili uporabljeni kot naslovnica obeh albumov Use Your Illusion I in II, skupine Guns N' Roses.

## Galerija
- Leonardo da Vinci kot Platon
- Aristotel
- Anaksimander
- Pitagora in Arhimed
- Arhimed kaže svoje Principe.
- Eshin in Sokrat
- Michelangelo kot Heraklit
- Diogen
- Alkibiad ali Aleksander Veliki in Antisten ali Ksenofont
- Zenon iz Kitija
- Parmenid
- Averroes in Pitagora
- Epikur